# Ciudades mixtas

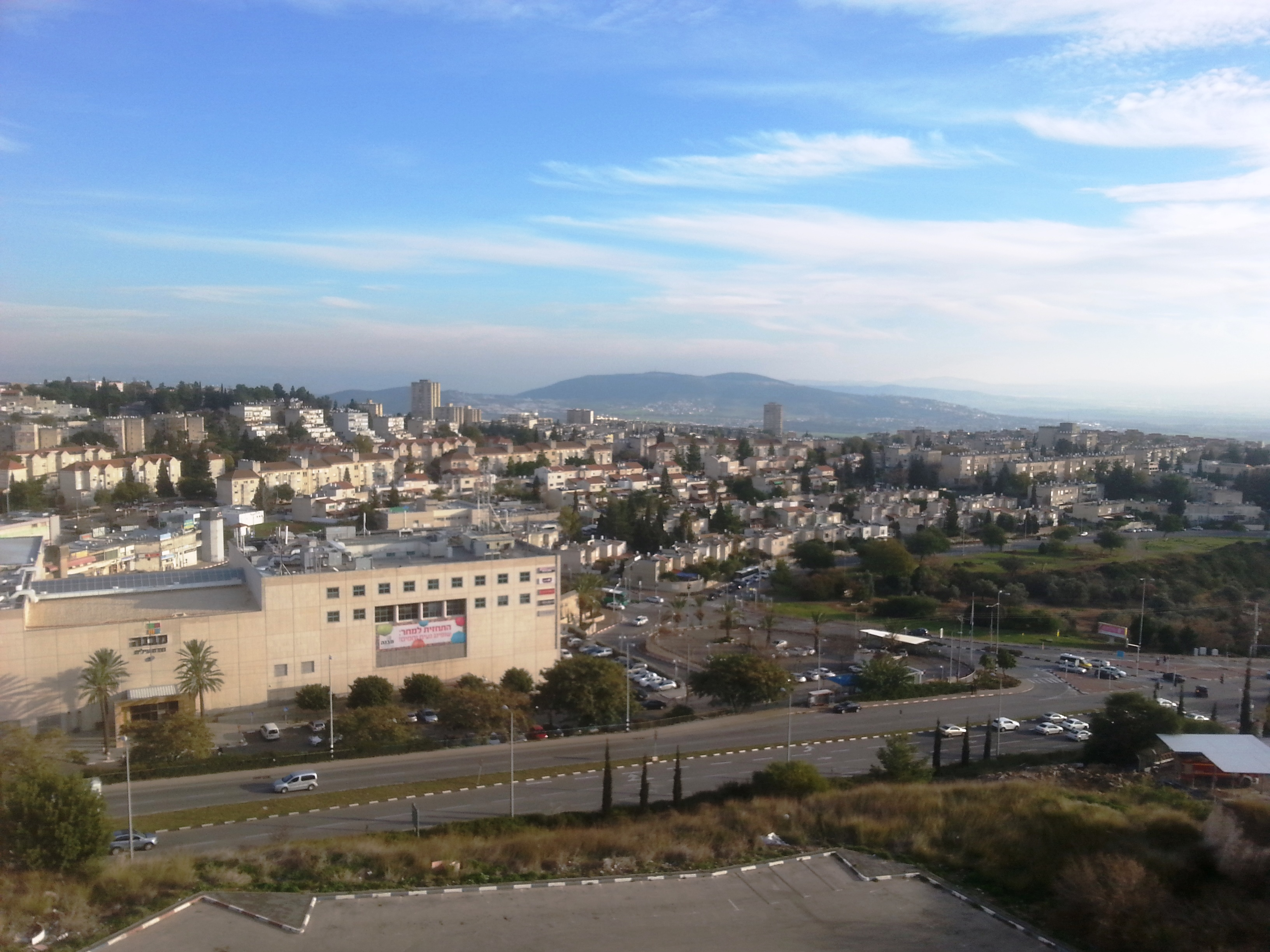
Nof HaGalil, una ciudad mixta adyacente a la ciudad árabe-israelí de Nazaret

En Israel, las ciudades mixtas (En hebreo:  ערים מעורבות, en Árabe     المدن المختلطة) son las ocho ciudades con un número significativo de judíos israelíes y árabes israelíes.  Las ocho ciudades mixtas judías y árabes, definidas por la Oficina Central de Estadísticas de Israel como aquellas con más del 10% de la población registrada como árabes y más del 10% de la población registrada como judíos,  incluye las siguientes siete ciudades israelíes: Haifa, Lod, Ramla, Jaffa (ahora parte de Tel Aviv), Acre, Nof HaGalil (antes Nazaret Illit) y Ma'alot Tarshiha.  Aproximadamente el 10% de los ciudadanos árabes de Israel viven en estas siete ciudades.  La octava ciudad es Jerusalén, cuya parte árabe, Jerusalén Oriental, ha sido anexada por Israel pero no está reconocida como tal bajo el derecho internacional. 
El término "ciudades mixtas" no debe confundirse con el de "ciudades multiculturales", ni entenderse que implica necesariamente integración social.  Las ocho ciudades mixtas son los principales lugares en los que judíos y árabes se encuentran, y fuera de estas ocho ciudades existe una mezcla de población muy limitada en Israel.  Como resultado, el tema ha atraído una importante atención académica durante muchos años y, desde la Segunda Intifada, se convirtió en el centro de los estudios sobre ciencias sociales en Israel. 

## Historia

Ciudades mixtas mostradas en 1944

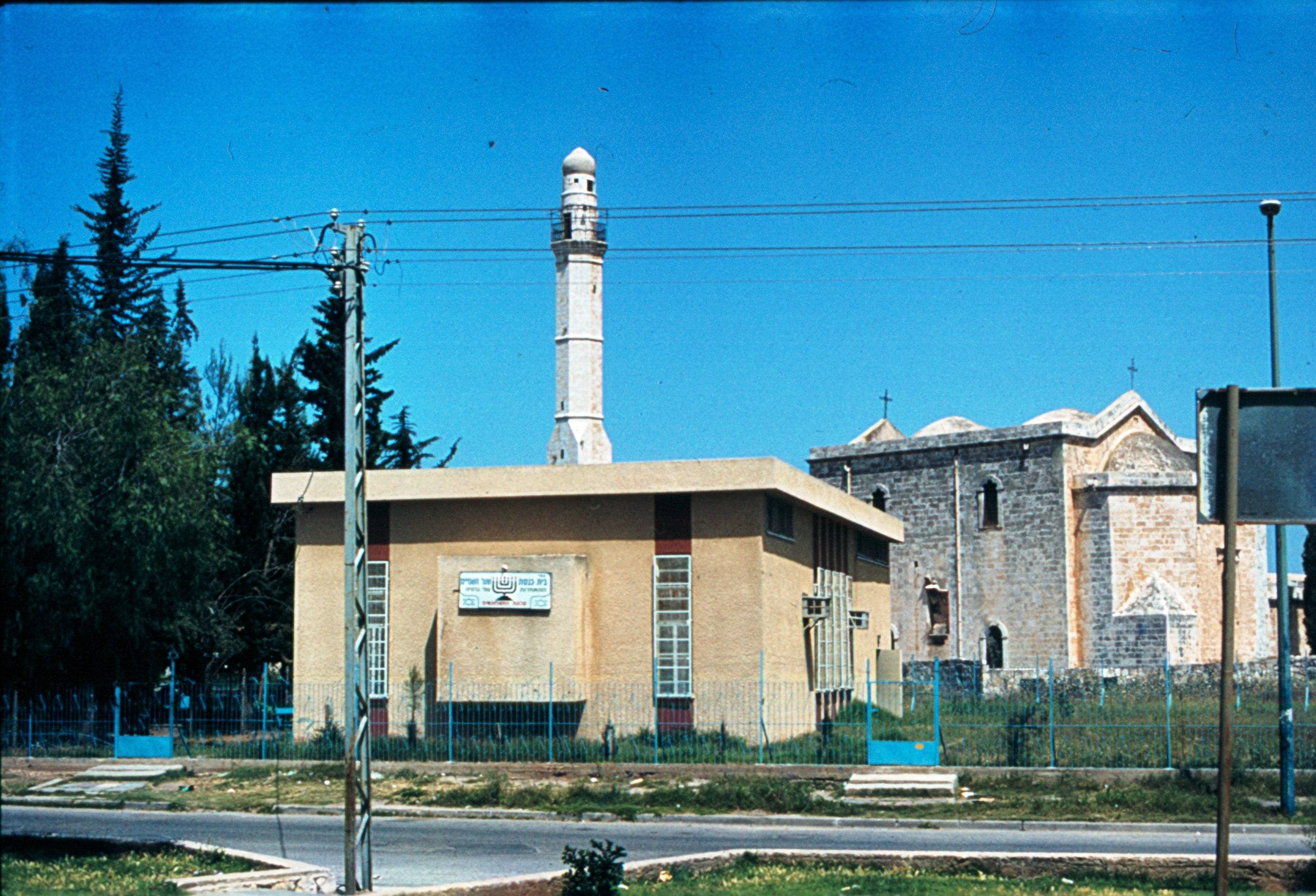
Una sinagoga georgiana moderna, adyacente a la histórica Iglesia de San Jorge y la Mezquita de Al-Khadr, Lod

A principios del siglo XIX, sólo Jerusalén, Safed y Tiberíades tenían poblaciones judías minoritarias, pero significativas que vivían junto a la mayoría árabe. Estas poblaciones fueron crecieron hasta convertirse en aproximadamente la mitad de la población de las ciudades al comienzo del Mandato Británico. También se produjeron inmigraciones y asentamientos en las afueras de las ciudades de Jaffa (estas afueras más tarde se conocerían como Tel Aviv) y Haifa durante el mismo período. Como resultado de las expulsiones palestinas y la huida de la violencia durante 1948, Safed y Tiberíades quedaron despobladas de todos los árabes palestinos y pasaron a ser exclusivamente judías, mientras que Jerusalén se dividió en Jerusalén Occidental judía y Jerusalén Oriental árabe. De aquellas ciudades mixtas ``originales´´, sólo Haifa siguió siendo mixta después de la guerra. Sin embargo, después de 1948 sólo unos 3.000 de sus 70.000 residentes árabes palestinos permanecieron en Haifa, las nuevas autoridades israelíes trasladaron a esos árabes palestinos restantes a pequeñas zonas de la ciudad.  Hoy en día, aproximadamente el 12% de los residentes de Haifa son árabes palestinos.
Ramla, Lod, Jaffa y Acre quedaron mezcladas como resultado de la expulsión y huida palestina de 1948. Antes de 1948, estas ciudades tenían una población  casi total de árabes palestinos, de casi el 100%, pero después de la guerra sólo unos 1000 árabes palestinos permanecieron en Ramla y Lod, y 13000 en Acre, en su mayoría en los segmentos más pobres de la sociedad e inicialmente restringidos a complejos segregados bajo la ley marcial israelí.  En las décadas siguientes, los palestinos desplazados internos de otras zonas se mudaron a las ciudades; hoy los árabes palestinos representan el 30% de la población de Lod, el 25% de la de Ramle, el 30% de la de Acre y el 5% de la de Tel Aviv-Jaffa.
Las ciudades de Nof HaGalil y Ma'alot-Tarshiha fueron las únicas que se mezclaron debido a la afluencia árabe israelí y una fusión municipal, respectivamente. En Nof Hagalil, la población es casi un 30% árabe, pero el municipio se ha negado a permitir la construcción de iglesias, mezquitas o escuelas de habla árabe. 

## Integración
El término ``ciudades mixtas´´ no debe confundirse con el de ``ciudades multiculturales´´, ni entenderse que implica necesariamente integración social.  Yara Hawari describe una segregación geográfica y una exclusión social significativas en cada una de las ocho ciudades, lo que contradice ``la autoimagen de Israel como una sociedad pluralista y democrática´´ y la ``narrativa de coexistencia histórica continua´´.  La mayoría de los árabes en ciudades mixtas viven en barrios predominantemente árabes,  y los estudios han mostrado una desigualdad significativa en la asignación de recursos municipales y amplias brechas socioeconómicas en materia de bienestar, vivienda y educación entre las dos comunidades.  Según el New York Times, incluso las ciudades ``retratadas como modelos de coexistencia pacífica están plagadas de resentimientos nacidos de dobles estándares´´. 
En octubre de 2021, tras los disturbios raciales de mayo de 2021 centrados en las ciudades mixtas,  el gobierno israelí aprobó un nuevo plan quinquenal destinado a reducir años de negligencia estatal ante las desigualdades entre ciudadanos judíos y árabes de Israel, con énfasis en abordar los problemas de las ciudades mixtas. 

## Demografía

### Ciudades mixtas
|                                                              | Percentages          | Percentages          | Percentages          | Percentages          | Percentages          | Percentages          | Percentages          | Percentages | Percentages | Percentages | Percentages | Percentages    | Percentages | Percentages    | Population | Population | Population          | Índice de disimilitud |
| Siria otomana                                                | Siria otomana        |                      | Mandatory Palestine  | Mandatory Palestine  | Mandatory Palestine  | Mandatory Palestine  |                      | Israel      | Israel      | Israel      | Israel      | Israel         | Israel      | Israel         | Israel     | Israel     |                     | Índice de disimilitud |
| 1872                                                         | 1872                 |                      | 1922                 | 1922                 | 1945                 | 1945                 |                      | 1951        | 1951        | 1990        | 1990        | Hoy en día     | Hoy en día  | Hoy en día     | Hoy en día | Hoy en día |                     | Índice de disimilitud |
|                                                              | Judíos               | Árabes               |                      | Judíos y otros       | Árabes               | Judíos               | Árabes               | Judíos      | Árabes      | Judíos      | Árabes      | Judíos y otros | Árabes      | Judíos y otros | Árabes     | Total      |                     | Índice de disimilitud |
| Current Mixed Cities                                         | Current Mixed Cities | Current Mixed Cities | Current Mixed Cities | Current Mixed Cities | Current Mixed Cities | Current Mixed Cities | Current Mixed Cities |             |             |             |             |                |             |                |            |            |                     |                       |
| ------------------------------------------------------------ | -------------------- | -------------------- | -------------------- | -------------------- | -------------------- | -------------------- | -------------------- | ----------- | ----------- | ----------- | ----------- | -------------- | ----------- | -------------- | ---------- | ---------- | ------------------- | --------------------- |
| Jerusalén (Incluyendo la zona ocupada de Jerusalén oriental) | 26%                  | 74%                  |                      | 55%                  | 45%                  | 62%                  | 38%                  | n.a.        | n.a.        | 72%         | 28%         | 61%            | 39%         | 584,352        | 366,797    | 951,149    | 96%                 |                       |
| Jaffa                                                        | 0%                   | 100%                 |                      | 42%                  | 58%                  | 30%                  | 70%                  | 98%         | 2%          | 96%         | 4%          | 63%            | 37%         | 29,000         | 17,000     | 46,000     | 82% (Tel Aviv-Yafo) |                       |
| Acre                                                         | 1%                   | 99%                  |                      | 3%                   | 97%                  | 0.4%                 | 99.6%                | 73%         | 27%         | 77%         | 23%         | 67%            | 33%         | 33,331         | 16,171     | 49,502     | 2%                  |                       |
| Nof HaGalil (antes Nazaret Illit)                            | n.a.                 | n.a.                 |                      | n.a.                 | n.a.                 | n.a.                 | n.a.                 | n.a.        | n.a.        |             |             | 70%            | 30%         | 29,209         | 12,730     | 41,939     | 25%                 |                       |
| Lod                                                          | 0%                   | 100%                 |                      | 0.1%                 | 99.9%                | 0.1%                 | 99.9%                | 93%         | 7%          | 79%         | 21%         | 70%            | 30%         | 56,789         | 24,142     | 80,931     | 73%                 |                       |
| Ramla                                                        | 0%                   | 100%                 |                      | 0.5%                 | 99.5%                | 0%                   | 100%                 | 89%         | 11%         | 83%         | 17%         | 76%            | 24%         | 58,292         | 18,694     | 76,986     | 71%                 |                       |
| Ma'alot-Tarshiha                                             | 0%                   | 100%                 |                      | 0%                   | 100%                 | 0%                   | 100%                 | 0%          | 100%        |             |             | 78%            | 22%         | 17,251         | 4,870      | 22,121     | 79%                 |                       |
| Haifa                                                        | 2%                   | 98%                  |                      | 26%                  | 74%                  | 55%                  | 45%                  | 95%         | 5%          | 91%         | 9%          | 88%            | 12%         | 249,773        | 33,963     | 283,736    | 74%                 |                       |
| Ciudades Mixtas                                              |                      |                      |                      |                      |                      |                      |                      |             |             |             |             |                |             |                |            |            |                     |                       |
| Safed                                                        | 48%                  | 52%                  |                      | 34%                  | 66%                  | 20%                  | 80%                  | 100%        | 0%          |             |             | 98%            | 2%          | 36,692         | 781        | 37,473     | n.a.                |                       |
| Tiberias                                                     | 64%                  | 36%                  |                      | 64%                  | 36%                  | 54%                  | 46%                  | 100%        | 0%          |             |             | 98%            | 2%          | 45,981         | 717        | 46,698     | n.a.                |                       |

### Otras zonas mixtas
Según el activista y el publicista palestino Afif Abu Much, las ocho ciudades mixtas son los principales lugares de Israel en los que judíos y árabes se encuentran, y fuera de estas ocho ciudades existe una mezcla de población muy limitada. 
Según Haaretz en 2015, se cree que sólo 16000 árabes viven en las 16 localidades no definidas oficialmente como ciudades mixtas, o en los barrios judíos de Haifa, Jerusalén y Tel Aviv. Según las estadísticas de población de 2020, la gran mayoría de otras localidades de mayoría judía o árabe en Israel tienen entre el 0% y el 1% del otro grupo de población. Según la Oficina Central de Estadísticas de Israel, las únicas excepciones importantes son las ciudades de mayoría judía de Eilat (5% de población árabe), Carmiel (4%), Kiryat Shemona (3%), Arad (3%), Beerseba (3%), Nahariya (2%), Safed (2%) y Tiberíades (2%), y las ciudades de mayoría árabe de Mi'elya (3% de población judía) y Jaljulye (2%). 